# Teuchophorus sinensis
Teuchophorus sinensis är en tvåvingeart som beskrevs av Yang och Saigusa 1999. Teuchophorus sinensis ingår i släktet Teuchophorus och familjen styltflugor.
Artens utbredningsområde är Henan (Kina). Inga underarter finns listade i Catalogue of Life.